# Rudgea
Rudgea là một chi thực vật có hoa trong họ Thiến thảo (Rubiaceae).

## Hình ảnh

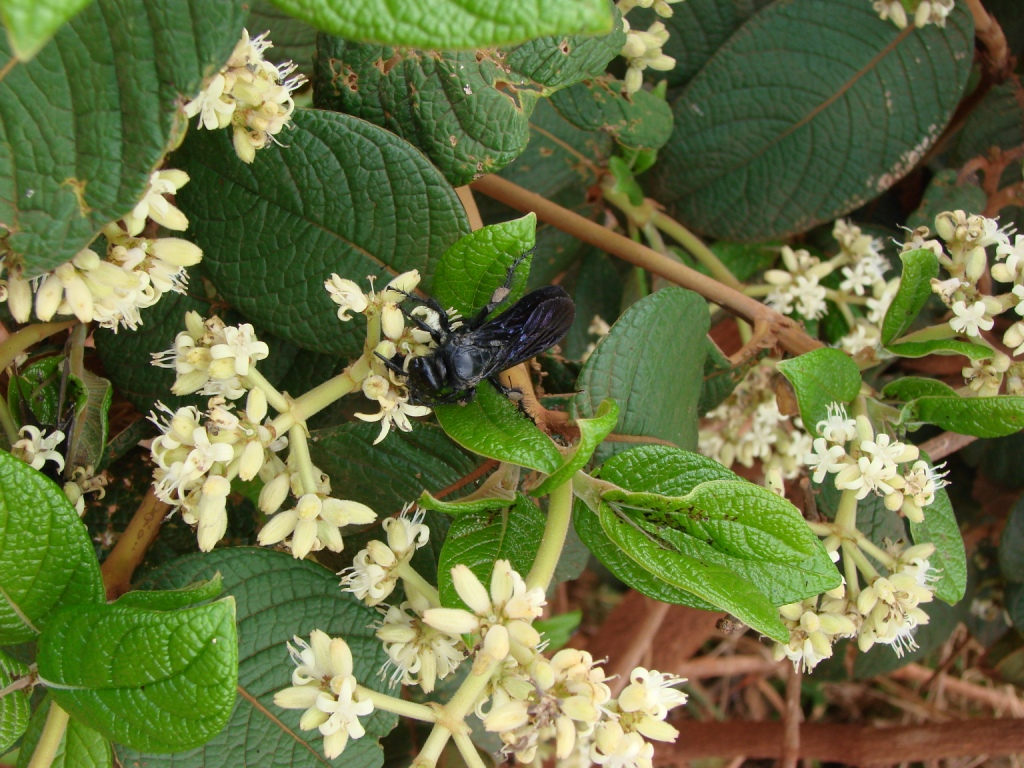
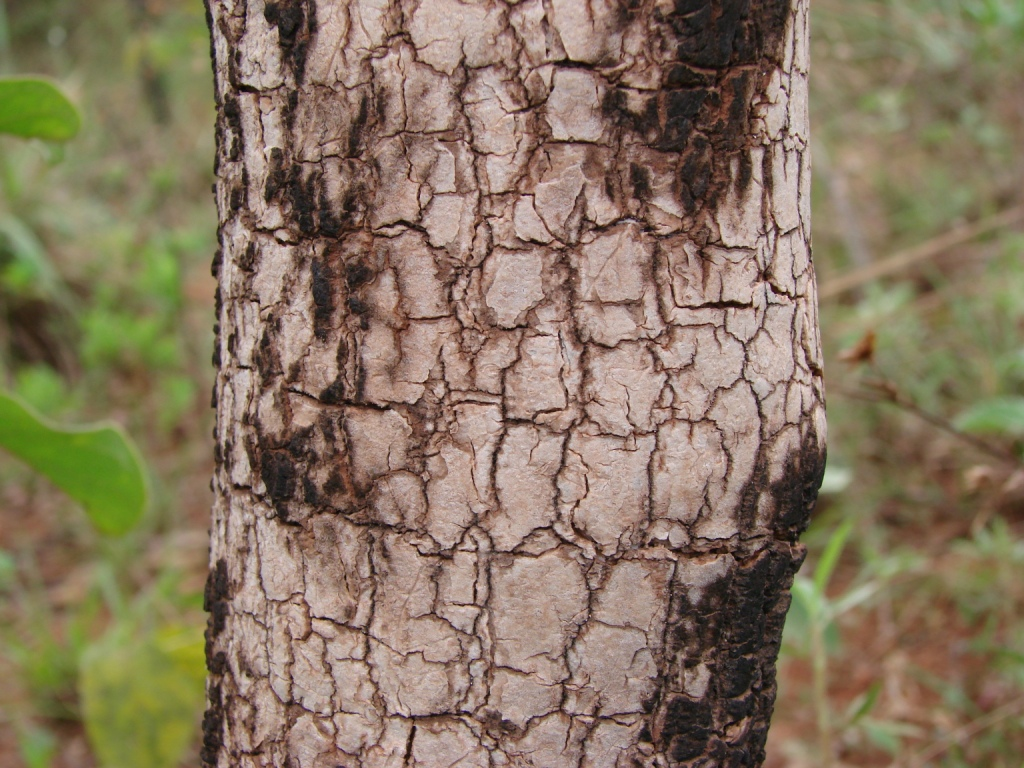
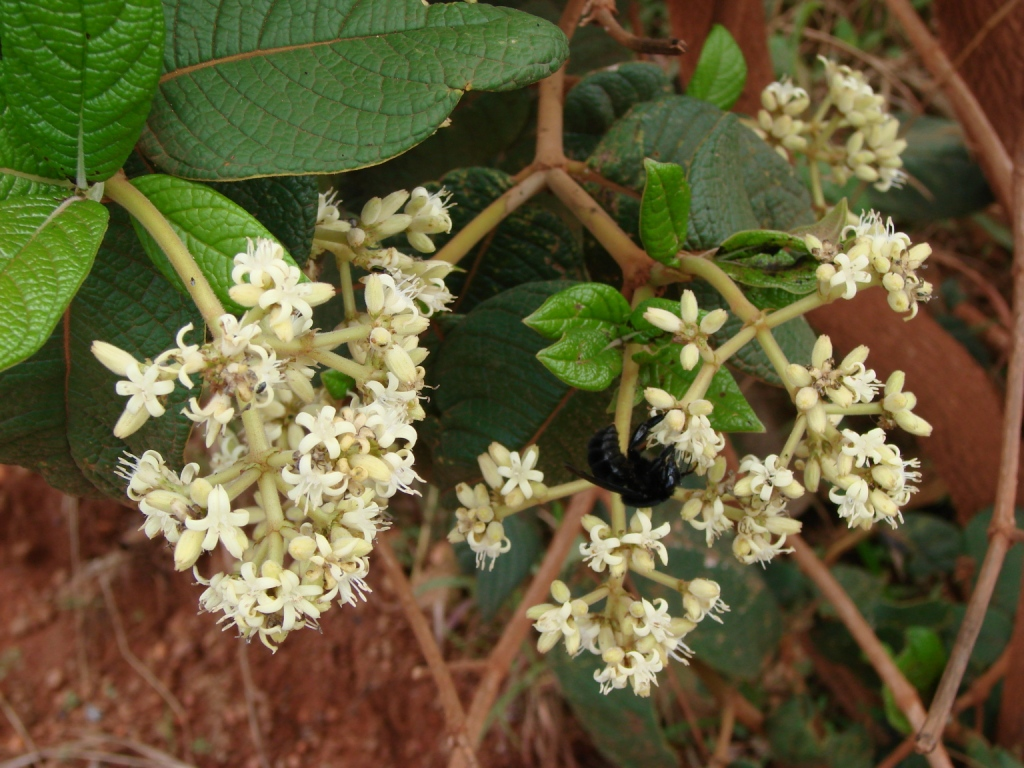

## Loài
Chi Rudgea gồm các loài: